# Maria Lúcia Amaral
Maria Lúcia da Conceição Abrantes Amaral (Nova Lisboa, 10 de junho de 1957) é uma jurista, professora e magistrada portuguesa, antiga Vice-Presidente do Tribunal Constitucional, Professora Catedrática da Faculdade de Direito da Universidade Nova de Lisboa e anterior Provedora de Justiça de Portugal. Foi, por inerência, Conselheira de Estado desde 2018. Atualmente, desempenha as funções de Ministra da Administração Interna, do XXV Governo Constitucional.

## Vida pessoal
Nasceu em Nova Lisboa (atual Huambo), Angola, a 10 de junho de 1957.

## Carreira Académica
Licenciada em Direito, em 1980, pela Faculdade de Direito da Universidade de Lisboa, seguiu a carreira académica, iniciando funções docentes universitárias.
É Doutora em Direito Constitucional desde 1998 pela Faculdade de Direito da Universidade de Lisboa. Posteriormente, transitou para a Universidade Nova de Lisboa, onde é atualmente Professora Catedrática na respectiva Faculdade de Direito.
Desde 2022, é sócia correspondente da Classe de Letras da Academia das Ciências de Lisboa (5.ª Secção - Direito).

## Magistratura
Em 29 de março de 2007, foi eleita Juíza do Tribunal Constitucional pela Assembleia da República, por maioria qualificada (superior a 2/3 dos votos), conforme previsto pela Constituição.
Em 4 de abril de 2007, no Palácio de Belém, foi-lhe conferida, pelo Presidente Aníbal Cavaco Silva, a posse como Juíza do Tribunal Constitucional para um mandato de 9 anos.
Em 2 de outubro de 2012, foi eleita, pelos demais Juízes, Vice-Presidente do Tribunal Constitucional. Tomou posse em 11 de outubro de 2012. Cessou funções em 22 de julho de 2016.

## Provedoria de Justiça
Em 2 de novembro de 2017, tomou posse como Provedora de Justiça, indicada pelo PSD com o acordo do PS, tendo sido eleita pela Assembleia da República a 20 de outubro de 2017 por maioria qualificada (superior a 2/3 dos votos), conforme previsto pela Constituição, tendo em votação secreta sido registados 143 votos a favor, 61 brancos e 7 nulos.
Em 2 de dezembro de 2021, tomou posse para um segundo mandato, na sequência da eleição, em 19 de novembro, pela Assembleia da República, que a reelegeu como Provedora de Justiça com 176 votos a favor, 30 votos brancos e 2 votos nulos, num universo de 208 votantes.

## Reconhecimentos
Em 2025, foi distinguida com o Prémio As Mulheres Mais Influentes de Portugal, 2024.